# فولكلور الولايات المتحدة

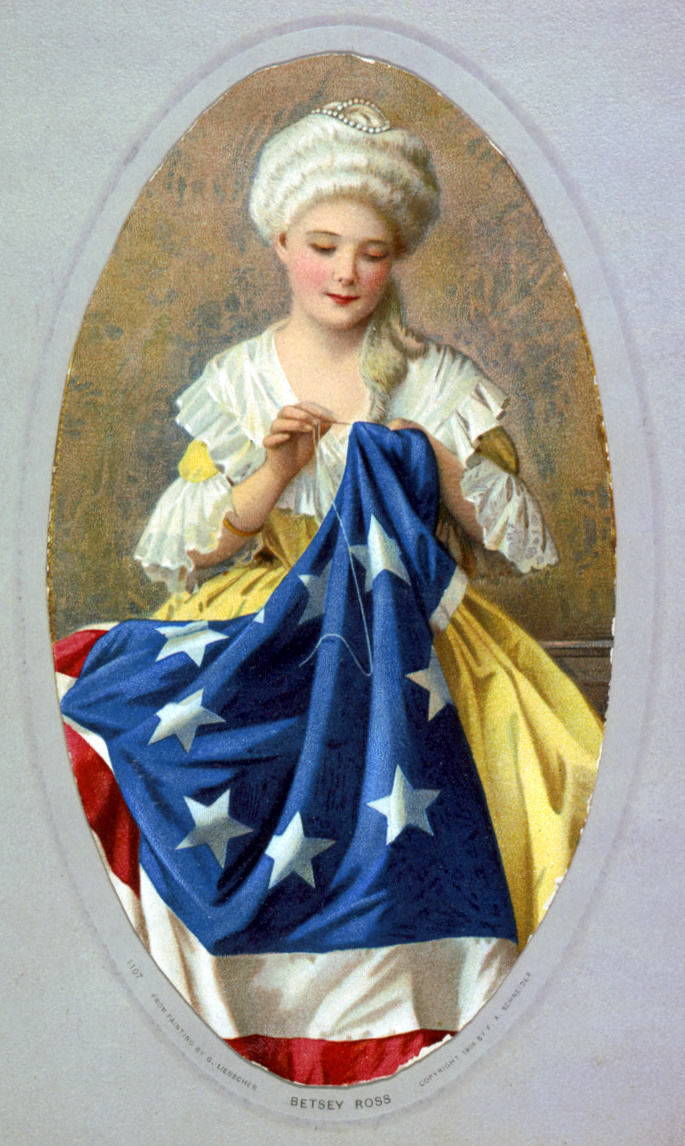

الفولكلور الأمريكي يشمل التقاليد الشعبية التي تطورت في قارة أمريكا الشمالية منذ وصول الأوروبيين في القرن السادس عشر. في حين أنه يحتوي على الكثير في الطريق من تقاليد الأمريكيين، فإنه لا ينبغي أن يكون الخلط بينه وبين المعتقدات القبلية في أي مجتمع من السكان الأصليين.

## روابط خارجية
- American Folklore Society
- American Myth Today: O Brother, Where Art Thou? نسخة محفوظة 5 يونيو 2011 على موقع واي باك مشين. American Studies at the University of Virginia| - ع - ن - ت فولكلور الولايات المتحدة   | - ع - ن - ت فولكلور الولايات المتحدة                                           |
| -------------------------------------- | ------------------------------------------------------------------------------ |
| شخصيات شعبية                           | - الأخ جوناثان - بول بونيان - بيكوس بيل - العم سام - ريب فان وينكل - بابا نويل |
| مخلوقات مخيفة                          | - غلاواكوس - شيطان جيرسي                                                       |
| أساطير                                 | - مدن الذهب السبع - ينبوع الشباب                                               |
| - بوابة:فلكلور - الغرب الأمريكي القديم |                                                                                |